# Liste der Kulturgüter in Cornaux
Die Liste der Kulturgüter in Cornaux enthält alle Objekte in der Gemeinde Cornaux im Kanton Neuenburg, die gemäss der Haager Konvention zum Schutz von Kulturgut bei bewaffneten Konflikten, dem Bundesgesetz vom 20. Juni 2014 über den Schutz der Kulturgüter bei bewaffneten Konflikten sowie der Verordnung vom 29. Oktober 2014 über den Schutz der Kulturgüter bei bewaffneten Konflikten unter Schutz stehen.
Objekte der Kategorien A und B sind vollständig in der Liste enthalten, Objekte der Kategorie C fehlen zurzeit (Stand: 1. Januar 2023).

## Kulturgüter
| Foto | | Objekt | Kat. | Typ | Standort                                 | Beschreibung                                                                                                 |
| ---- | --- | --- | ---- | --- | ---------------------------------------- | --- |
| ja   | Datei hochladen · Wikidata zu Vieille Thielle, Ensemble von neolithisch-römischen Fundstellen (Q29522726) | Vieille Thielle, Ensemble von neolithisch-römischen Fundstellen / Vieille Thielle, ensemble de sites néolithiques-époque romaine KGS-Nr.: 09632 | A    | F   | 569001 / 209000                          | Objekt liegt teilweise auf den Gemeindegebieten von Cressier (KGS-Nr. 09631) und Le Landeron (KGS-Nr. 09630) |
| BW   | Datei hochladen · Wikidata zu Schloss Souaillon mit Garten, Pavillon und Orangerie (Q29522694)            | Schloss Souaillon mit Garten, Pavillon und Orangerie / Château de Souaillon avec jardin, pavillon et orangerie KGS-Nr.: 10462                   | A    | G   | Souaillon 2, 2.1 567087 / 208244         | |
| ja   | Datei hochladen                                                                                           | Pfarrhaus / Cure KGS-Nr.: 03996 | B    | G   | Passage du Temple 1 568250 / 209728      | |
| ja   | Datei hochladen                                                                                           | Wohngebäude / Maisons KGS-Nr.: 03997 | B    | G   | Rue des Fontaines 22, 24 568129 / 209797 | |
| BW   | Datei hochladen                                                                                           | Wohngebäude / Maisons KGS-Nr.: 03998 | B    | G   | Rue du Vignoble 1, 3 568044 / 209758     | |
| ja   | Datei hochladen · Wikidata zu Reformierte Kirche (Q29785900)                                              | Reformierte Kirche / Temple KGS-Nr.: 04000 | B    | G   | Passage du Temple 1a 568260 / 209751     | |
| BW   | Datei hochladen                                                                                           | Haus / Maison KGS-Nr.: 16431 | B    | G   | Rue des Fontaines 27 567985 / 209805     | |
| ja   | Datei hochladen                                                                                           | Haus Droz / Maison Droz KGS-Nr.: 16432 | B    | G   | Rue du Vignoble 5 568028 / 209757        | |